# مایکل لاورتی
مایکل لاورتی (به انگلیسی: Michael Laverty) ( زاده:۷ ژوئن ۱۹۸۱ ) در بریتانیا و راننده موتو جی‌پی می‌باشد .
و هم‌اکنون برای تیم آپریلیا رانندگی می‌کند.